# بيروت 303 (مسلسل)
بيروت 303 هو مسلسل من الدراما والتشويق من تأليف وسيناريو وحوار سيف رضا حامد وبشار مارديني وبطولة عابد فهد وسلافة معمار إلى جانب مجموعة من الفنانين والممثلين اللبنانيين والسوريين ومن إخراج إيلي السمعان ومازن سفر وتنفيذ شركة صباح إخوان (سيدرز آرت برودكشن Cedars Arts Production).
يتألف مسلسل "بيروت 303" من 15 حلقة وتجري أحداثه في أجواء من الدراما والتشويق والجريمة، حيث تبدأ بانفجار طائرة مدنية وسقوطها خلال رحلتها من إسطنبول إلى بيروت على أحد الشواطئ في لبنان، لتتوالى بعدها سلسلة من الأحداث لمعرفة الحقيقة ومن يقف وراء الحادثة وكشف العديد من الأسرار التي يخفيها أبطال المسلسل.
يطرح هذا المسلسل قضايا عديدة مرتبطة بالحبّ والسياسة والعائلة، وهو من "أعمال شاهد الأصلية" وبدأ عرضه عبر منصة "شاهد" في 12 يونيو 2022.

## القصة
تدور أحداث مسلسل "بيروت 303" حول انفجار طائرة تقل ركاب الرحلة 303 من إسطنبول إلى بيروت جراء حادث مفتعل أودى بحياة ثلاث شخصيات سياسية كانت على متنها، بالإضافة إلى العديد من المدنيين الآخرين. تؤدي هذه الحادثة إلى تحرك الرأي العام وعائلات الضحايا للمطالبة بمعرفة الحقيقة، وتتوجه أصابع الاتهام لـ "نجم"، ابن "عزيز فرج"، رجل الأعمال الثري الذي يملك شركة لصناعة العطور والذي يقوم بدوره الفنان عابد فهد، لكنه يقوم بتهريب الأسلحة والمتفجرات بالخفاء، مما يورطه مع المافيا التي تسعى للانتقام منه لاحقاً.
تتسارع الأحداث، ويبدأ البحث عن "نجم" الذي اختفى عقب الحادثة، وتزداد الأمور تعقيداً جراء العلاقات الغرامية لـ "عزيز" وزوجته "تاج" التي تقوم بدورها الفنانة سلافة معمار مع "رزان" التي تقوم بدورها الفنانة نادين الراسي و"طيف" الذي يؤدي دوره الفنان معتصم النهار واللذين يلعبان دوراً أساسياً بتصعيد الأحداث، خاصة بعد اكتشاف "عزيز" أن مادة السي فور التي استخدمت لتفجير الطيارة قد سُرقت من أحد مستودعاته. ولكن في النهاية تظهر الحقيقة ويُقتل "زين" المسؤول عن تفجير الطائرة، وتعفو "تاج" عن زوجها الذي يُسلّم نفسه للشرطة بعد أن قتل "مطر" الذي كان مسؤولاً عن العديد من الجرائم والمشكلات التي وقع بها "عزيز".

## طاقم التمثيل
يضم مسلسل "بيروت 303" إلى جانب بطلي العمل عابد فهد وسلافة معمار باقة من الممثلين اللبنانيين والسوريين منهم معتصم النهار، نادين الراسي، جيري غزال، مجدي مشموشي، رنين مطر، زينة بارافي، جيانا عيد، أمانة والي، خالد السيد، كارين سلامة، عصام الأشقر، ريموند عازار، فيصل أسطواني، جورج قبيلي، وليم الرموز، كميل يوسف، شادي عرداتي، كميل متى.
أبرز الشخصيات
- عزيز (عابد فهد)
- تاج (سلافة معمار)
- طيف (معتصم النهار)
- رزان (نادين الراسي)
- مطر (جيري غزال)
- داغر (مجدي مشموشي)
- أم عزيز (جيانا عيد)
- أم طيف (أمانة والي)
- وديع (كميل متى)
- لارا (رنين مطر)
- كارمن (كارين سلامة)
- حازم (عصام الأشقر) [7][8]

## فريق العمل
يشمل فريق عمل مسلسل "بيروت 303" كل من:
- المؤلفان: سيف رضا حامد، بشار مارديني

- المخرجان: إيلي السمعان، مازن سفر

- التأليف الموسيقي: إياد الريماوي

- مدير التصوير: إقبال عرافة: .[9]

## ملخص الحلقات
يتألف مسلسل "بيروت 303" من 15 حلقة مدة كل واحدة منها 45 دقيقة. وفيما يلي ملخص الحلقات:
الحلقة 1: يخلّف سقوط الطائرة العديد من الضحايا، من بينهم شخصيات سياسية معروفة، وتشتبه الشرطة بتورط "نجم" ابن "عزيز" و"تاج" بحادثة سقوط الطائرة، خاصة في ظل اختفائه المفاجئ رغم أنه كان على متن الطائرة عند سقوطها.  
الحلقة 2: يكتشف "عزيز" أن المادة التي استخدمت لتفجير الطائرة قد سُرقت من أحد مستودعاته، ويبدأ بتلقّي التهديدات، فيستعين بفريق متخصص للبحث عن ابنه المختفي.
الحلقة 3: بعد وفاة خطيبته، يهدد "طيف" "تاج" عند زيارتها له بأنه سيقتل ابنها "نجم"، ويتواصل خاطفو "نجم" مع والده "عزيز" الذي يستمر في بحثه عن ابنه، معرضاً حياته للخطر.
الحلقة 4: تدرك "تاج" أن من خطف ابنها يسعى لتصفية حساباته مع زوجها "عزيز"، كما تكتشف أن ابنها قد أخفى أمر زواجه عن الجميع. وفي ذات الوقت، يعلم "عزيز" أن "راغب" قد سرق المتفجرات منه، فيقوم باختطاف ابنه "هاني".
الحلقة 5: يسرّب "مطر" معلومات إلى الصحافة تفيد بتورط "نجم" في حادثة سقوط الطائرة، ويموت "راغب" قبل أن يتمكن "عزيز" من الحصول على أي معلومات منه.
الحلقة 6: يكتشف "طيف" حقيقة هوية خاطفين "نجم" وتورطهم في حادثة سقوط الطائرة، وتطلب "لارا" المساعدة من "تاج" بعد أن تكتشف عائلتها أنها حامل؛ في حين تتصاعد شكوك "عزيز" بالجميع، وينشر بياناً يوضح فيه براءة ابنه "نجم".
الحلقة 7: يلجأ "عزيز" إلى "وديع" طالباً مساعدته لإيجاد ابنه، وتقدم "تاج" المساعدة لـ "لارا" التي يجبرها والدها على إجهاض الجنين، وفي هذه الأثناء، يبدأ "تاج" و"طيف" بالتقرّب من بعضهما، ويقتل "مطر" "وديع".
الحلقة 8: تقوم "تاج" بحماية "لارا" بعد هروبها من والدها، ويشنّ مجهولون هجوماً على مقر شركة "عزيز" أثناء لقائه بـ "مطر".
الحلقة 9: تغضب "رزان" من محاولة "عزيز" للتقرب من "تاج" مجدداً، ويزداد التوتر بين "تاج" و"عزيز"، وفي هذه الأثناء يتضح تورط "نجم" مع "مطر".
الحلقة 10: يعقد "مطر" اتفاقاً مع "لارا"، وتقوم والدة "طيف" بتهديد "تاج" وتطلب منها الابتعاد عن ابنها، في حين يبدأ "عزيز" بالتخطيط للانتقام من "ناظم".
الحلقة 11: يكتشف "عزيز" أن "تاج" على علاقة بـ "طيف"، كما تكتشف "تاج" حقيقة عمل زوجها بتهريب الأسلحة والمتفجرات.
الحلقة 12: تتصاعد حدة العداء بين "تاج" و"رزان"، ويتضح لـ "نجم" حجم المشكلة التي وقع فيها وخطورة التهم الموجهة ضده، ويقوم "عزيز" بزيارة "طيف" ويهدده بسبب علاقته بزوجته.
الحلقة 13: يكتشف "عزيز" الحقيقة الكاملة حول حادثة الطائرة ومسؤولية "زين" عن سقوطها، وتقوم "رزان" بتسريب معلومات للصحافة بخصوص علاقة "تاج" و"طيف".
الحلقة 14: يقتل "مطر" والدة "عزيز"، ويكتشف "عزيز" خيانة "رزان" له وتآمرها مع "مطر" ضده.
الحلقة 15: يتم ترحيل "طيف" وعائلته من لبنان، ويعتذر "عزيز" من "تاج" على خيانته وسوء معاملته لها فتصفح عنه، كما يقوم "عزيز" بقتل "مطر" وتسليم نفسه للشرطة.